# 朴宣映
朴宣映（： Park Seon Yeong，1989年5月30日—），藝名為孝敏（： Hyo Min），韓國女歌手、演員，韓國女子團體T-ara成員，隊內擔任第三任隊長、領唱及領饒舌。2014年6月30日以個人身分出道。

## 簡歷

### 1989-2009年：早期生活和職業生涯開端
1989年5月30日，朴宣映出生於南韓釜山廣域市,是家中獨生女。
朴宣映出道前已是網上知名的「臉讚」，即臉孔美麗的人。曾是JYP娛樂旗下練習生，一度被誤傳是接替泫雅加入Wonder Girls的成員，直到確定是由Good娛樂轉讓旗下未出道女團五少女成員婑斌至JYP娛樂才終止流言。在T-ara出道之前已在不同影片中出現，如SS501的《Unlock》（2006年）、SG Wannabe的《灑脫的離別》（2008年）和FTIsland的《Heaven》（2008年）。
她也被Core Contents Media選中在出道前與相關團體的歌曲中出現，如黃正音、SeeYa。2008年，與同門師姐SeeYa參與舞台表演和MV演出。

### 2009年至今

#### 音樂事業

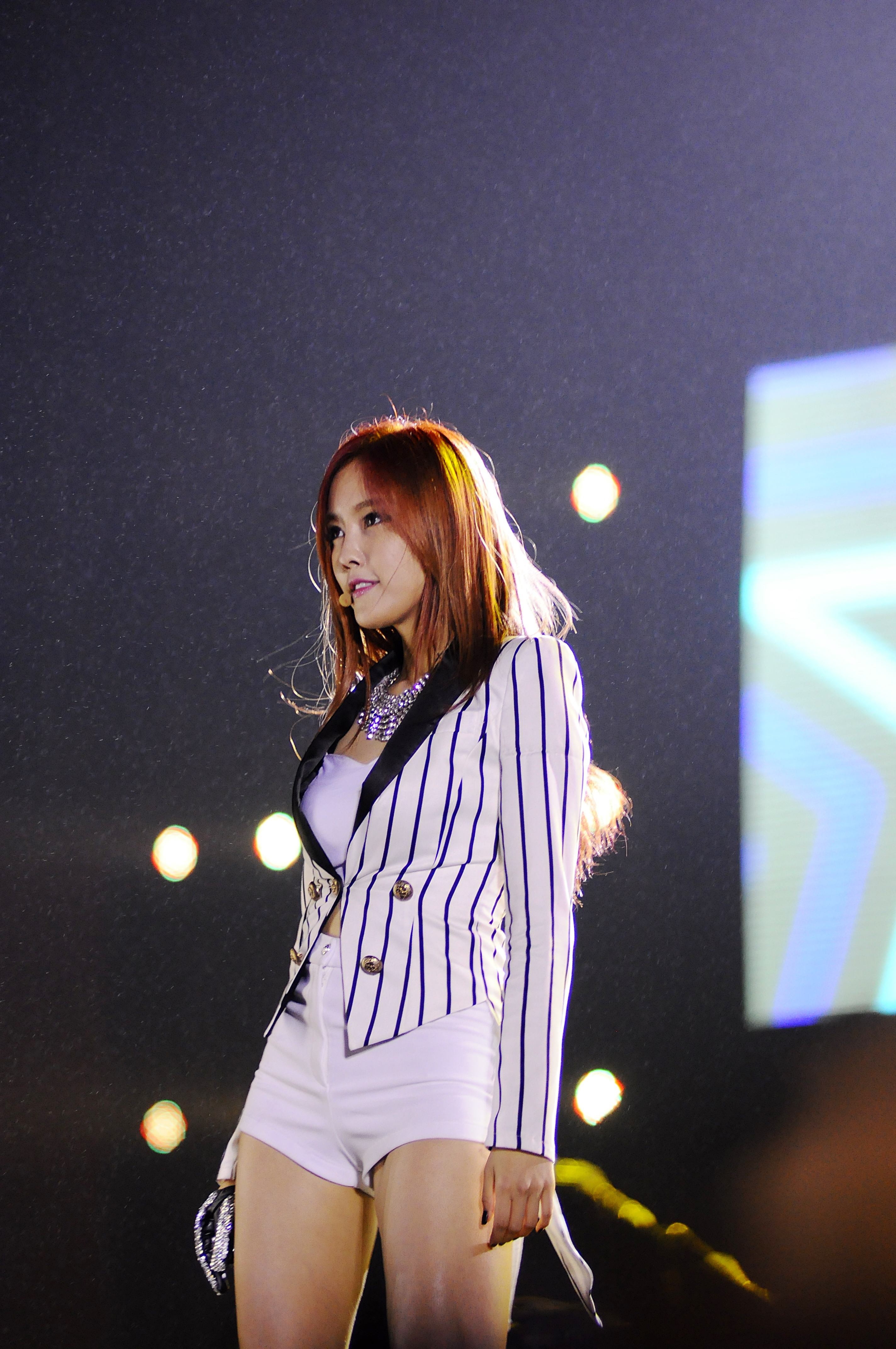
孝敏在河內演出

2009年7月29日，朴宣映正式以T-ara組合出道，藝名孝敏。團隊以外她和𤨒晶與SeeYa、Davichi演出歌曲《Wonder Women》。2010年，她參與SBS劇集《Coffee House》的原聲音樂。2011年，跟勇敢兄弟合作單曲《Beautiful Girl》。
2011年7月14日，Core Contents Media公佈，孝敏成為T-ara第三任隊長。
2014年6月2日，所屬公司公開了孝敏專輯的預告照。6月12日，公開了孝敏專輯預告。6月16日，公開了孝敏新專輯預告的15禁和19禁的版本。6月30日公開了新曲《Nice Body》的MV，《Nice Body》由饒舌歌手 Loco 參與配唱。
2016年1月8日，MBK娛樂證實孝敏將於3月發表全新專輯。2月6日，MBK娛樂向韓國媒體 Dispatch 表示：「孝敏的個人第二張專輯將會在下個月發行，目前已經完成歌曲的錄音，正在拍攝封面、概念照及 MV。」，並透露專輯將邀請 BEAST 龍俊亨、Brown Eyed Girls JeA 共同製作及擔任教唱老師。3月16日孝敏在韓國時間晚間8:00舉行新專輯ShowCase。
3月17日，公開孝敏第二張迷你專輯《SKETCH》音源及主打歌《SKETCH》15禁和19禁的MV版本。

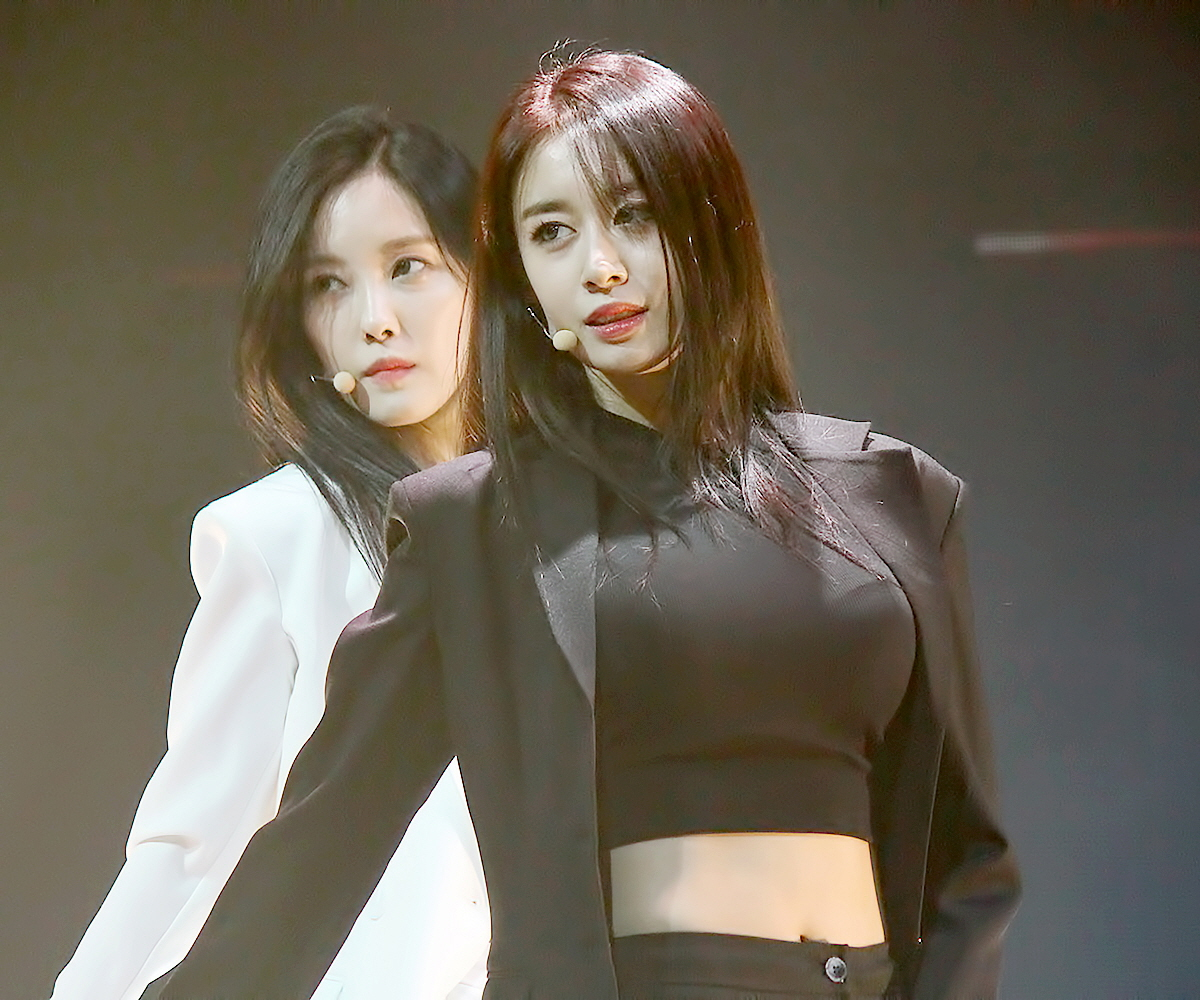
攝於2017年6月14日，孝敏（白衫者）和芝妍（黑衫者）在舞台上表演

#### 演藝事業
演藝方面，2009年孝敏在MBC連續劇《真的真的喜歡你》及其音樂製作中演出。在2009年10月23日至2010年12月24日期間，她是KBS綜藝節目《青春不敗》的固定班底。
2010年8月，孝敏在《我女友是九尾狐》飾演潘仙女，並在驚慄電影《寄生靈》中主演，於8月4日上映。
2012年，她與T-ara成員芝妍和昭妍在音樂劇《我們的青春Roly Poly》中演出。她也在《我們結婚了》中國特別版與付辛博搭檔演出。其後又在MBC《第一千個男人》演出。
2013年，孝敏主演日本電影《Jinx》，電影會在第26屆東京國際電影節亮相。

#### 時裝設計
2011年7月，孝敏在T-ara的《Roly-Poly》推廣中設計了自己的復古舞台服裝。
2012年6月4日，她在G-Market推出獨家服裝系列，包括超過150種產品。

#### 料理
在個人網站透露成功自學日式海鮮料理。

## 個人生活
2025年4月6日，孝敏在首爾與圈外的金融界人士舉行婚禮。

## 音樂作品
| 年份 | 專輯                | 歌曲                | 長度 | 備註                             |
| 2009 | 《N-Time》          | 〈N-Time〉          |      | 客串，黃靜音主唱                 |
| 2010 | 《Wonder Woman》    | 〈Wonder Woman〉    | 3:38 | 與𤨒晶、SeeYa及Davichi合唱       |
| 2011 | 《Beautiful Girl》  | 〈Beautiful Girl〉  | 3:14 | 與勇敢兄弟主唱，客串Electro-Boys |
| 2013 | 《Bunny Style!》    |                     | 3:40 | 與𤨒晶及芝妍合唱                 |
| 2013 | 《Bunny Style!》    | 〈Love Suggestion〉 | 3:16 | 獨唱                             |
| 2017 | 《What's My Name?》 | 〈Ooh La La〉       | 3:00 | 獨唱                             |

### 迷你專輯
| 專輯 | 專輯資料                                                                          | 曲目 |
| 1st  | 首張迷你專輯《Make Up》 - 發行日期：2014年6月30日 - 語言：韓語 - 銷售量: 8,868+   | 曲目 1. Nice Body 2. 척했어 3. 담(談,膽) 4. Nice Body (Inst.) 5. 척했어 (Inst.)                                                                  |
| 2nd  | 第二張迷你專輯《Sketch》 - 發行日期：2016年3月17日 - 語言：韓語 - 銷售量: 13,129+ | 曲目 1. Gold 2. Road Trip 3. Sketch (Korean Ver.) 4. 아직은 5. 우리의 이야기를 우리만 모르는 채 6. Sketch (Chinese Ver.) 7. Sketch (Chorus Ver.) |
| 3rd  | 第三張迷你專輯《Allure》 - 發行日期：2019年2月20日 - 語言：韓語 - 銷售量: 10,136+ | 曲目 1. Allure（Jazz Ver.） 2. Allure 3. U Um U Um 4. MANGO 5. YOU 6. Allure (Chinese Ver.) 7. U Um U Um (Chinese Ver.) 8. MANGO (Chinese Ver.)  |

### 數位單曲
| 單曲 | 單曲資料                                             | 曲目                                                               |
| 1st  | 《MANGO》 - 發行日期：2018年9月12日 - 語言：韓語     | 曲目 1. MANGO 2. MANGO(Chinese Ver.) 3. MANGO(Inst.)               |
| 2nd  | 《U Um U Um》 - 發行日期：2019年1月20日 - 語言：韓語 | 曲目 1. U Um U Um 2. U Um U Um (Chinese Ver.) 3. U Um U Um (Inst.) |

### 電視劇原聲音樂
| 年份 | 節目                     | 專輯                                 | 歌曲                 | 長度 | 備註                    |
| 2010 | SBS 《Coffee House》     | Coffee House OST Part 3.             | 〈Coffee Over Milk〉 | 3:35 | 與SeeYa李寶藍和芝妍合唱 |
| 2021 | 韓國Seezn 《썸머가이즈》 | 썸머가이즈 / Summer Guys OST Part 5. | <Empty Space>        | 4:10 |                         |

## 影視作品

### 電影
| 年份 | 電影       | 角色  |
| 2011 | 《寄生靈》 | Yurin |
| 2013 | 《Jinx》   | Ji-Ho |

### 電視劇
| 年份 | 電視台 | 劇名                 | 角色   |
| 2009 | KBS    | 《學習之神》         | 客串   |
| 2010 | SBS    | 《我的女友是九尾狐》 | 潘仙女 |
| 2011 | MBC    | 《階伯》             | 初英   |
| 2012 | MBC    | 《第一千個男人》     | 具美貌 |

### 固定綜藝
| 年份   | 日期                     | 播出平台  | 節目名稱                      | 備註     |
| 2009年 | 10月23日－2010年12月24日 | KBS       | 《青春不敗》                  | G7固定   |
| 2009年 | 10月14日 - 10月21日      | Mnet      | 《一周的戀人》                | 與居麗   |
| 2012年 | 2月14日/25日             | SMG/MBC   | 《我們結婚了中國行 特別節目》 | 與付辛博 |
| 2016年 | 9月28日 - 11月2日        | E-Channel | 直行的達人                    |          |
| 2017年 | 11月16日 - 11月30日      | JTBC      | Mix & The City                |          |
| 2019年 | 2月12日 - 3月19日        | SBS       | Gotta Go To Know              |          |
| 2019年 | 4月8日 - 6月10日         | JTBC      | beauty room                   |          |
| 2019年 | 9月20日 - 11月22日       | Life Time | Beauty Time                   |          |
| 2020年 | 4月19日 - 5月24日        | Life Time | 2020Beauty Time               |          |
| 2021年 | 11月1日 - 12月13日       | MBC       | Celebriy Beauty               |          |

### 音樂影片
| 年份 | 歌曲                              | 歌手              |
| 2006 | 《Unlock》 （页面存档备份，存于） | SS501             |
| 2008 | 《Heaven》                        | F.T. Island       |
| 2008 | 《Smooth-Breakup》                | SG Wannabe        |
| 2011 | 《Heaven》                        | Davichi           |
| 2011 | 《直到最後》                      | 昭妍、SeeYa李寶藍 |

## 音樂劇
- 2012年 《我們的青春Roly Poly》

## 獎項

### 大型頒獎禮獲獎獎項
| 年份   | 名稱                     | 獎項           | 作品   | 結果 |
| 2011年 | MBC 演技大賞             | 最佳新人獎     | 階伯   | 獲獎 |
| 2014年 | SBS MTV Beat Of The Beat | 最佳性感獎     | 不適用 | 獲獎 |
| 2017年 | 第5届音悦V榜年度盛典     | 最佳韓國女歌手 | SKETCH | 獲獎 |

## 備註

## 外部連結
- 朴孝敏的X（前Twitter）
- 朴孝敏的Instagram帳戶
- 朴宣映的新浪微博
- Youtube （页面存档备份，存于）